# Times (serie de televisión)
Times (Hangul: 타임즈; RR: Taimjeu), es una serie de televisión surcoreana transmitida del 20 de febrero de 2021 hasta el 28 de marzo ed 2021 a través de OCN.

## Sinopsis
Lee Jin-woo es un apasionado reportero del 2015 con un talento excepcional que ha dedicado toda su carrera a perseguir nada más que la verdad. Es un hombre trabajador con olfato para las noticias, cuya vida da un giro inesperado cuando recibe una misteriosa llamada telefónica de Seo Jung-in, una joven reportera con gran pasión por su trabajo que tiene la habilidad de encontrar las mejores historias y quien le dice que es de cinco años en el futuro (del año 2020).
Ambos comienza a trabajar juntos para prevenir el asesinato de Seo Gi-tae, el padre de Jung-in y actualmente presidente de Corea del Sur.
Viviendo y trabajando en dos tiempos completamente diferentes, Jin-woo y Jung-in se embarcaron en una peligrosa búsqueda de la verdad. Comprometidos a contar toda la historia, Ji-woo hará lo que sea necesario para encontrar e informar los hechos, sin embargo en el proceso, descubren una verdad peligrosa.

## Reparto

### Personajes principales[7]
| Actor           | Personaje     | N.º de episodios | Notas |
| --------------- | ------------- | ---------------- | --- |
| Lee Seo-jin     | Lee Jin-woo   | 12               | Es un reportero de 2015. Más tarde cuando se presenta en 2020 lo hace como un nuevo candidato a la presidencia. |
| Lee Joo-young   | Seo Jung-in   | 12               | Es una apasionada y talentosa reportera de 2020 y la hija de Seo Gi-tae. |
| Kim Yeong-cheol | Seo Gi-tae    | -                | Es el padre de Seo Jung-in y actual Presidente de Corea del Sur. |
| Moon Jeong-hee  | Kim Young-joo | -                | Es una asambleísta y asesora cercana del presidente Seo Gi-tae, así como una candidata presidencial. Más tarde, Gi-tae descubre que Young-joo había estado confabulando junto a su oponente, Baek Kyu-min para asesinarlo en varias ocasiones. |

### Personajes secundarios
| Actor            | Personaje         | N.º de episodios | Notas |
| ---------------- | ----------------- | ---------------- | --- |
| Kim In-kwon      | Do Young-jae      | -                | Es un miembro fundador de la prensa "Times". |
| Moon Ji-in       | Myung Soo-kyung   | -                | Es una empleada en "Times". |
| Ha Joon          | Lee Geun-woo      | -                | Es el hermano menor de Lee Jin-woo, quien es asesinado después de reunir evidencia sobre el fondo ilegal para sobornos de "JC Communications". Pronto Jin-woo comienza a sospechar de Seo Gi-tae después de descubrir una grabación de voz de Gi-tae amenazando a Geun-woo, así como una entrada en un libro para sobornos con la letra "K". |
| Jung Sung-il     | Kang Shin-wook    | -                | |
| Yoo Sung-joo     | Nam Sung-beom     | -                | Es un representante del partido y un hombre involucrado en el fondo ilegal para sobornos. Seo Jung-in cree que él junto a Kim Young-joo y Baek Kyu-min están involucrados en el intento de asesinato de su padre y en la muerte de Geun-woo.                                                                                                 |
| Song Young-chang | Baek Kyu-min      | -                | Es el antiguo presidente y un hombre involucrado en el fondo ilegal para sobornos. Seo Jung-in cree que él junto a Kim Young-joo y Nam Sung-beom' están involucrados en el intento de asesinato de su padre y en la muerte de Geun-woo. |
| Heo Jae-ho       | Det. Han Do-kyung | -                | Es un detective del departamento de homicidios. |
| Shim Hyung-tak   | Yoon Sung-ho      | -                | |
| Bae Hyun-kyung   | Oh Jung-shik      | -                | |
| Park Ye-ni       | Song Min-joo      | -                | Es la joven traductora de la empresa de medios, quien comienza su trabajo con grandes sueños, pero termina enfrentándose con la cruel realidad. |
| Im Soo-hyun      | Jung Yoo-mi       | -                | Es una reportera en prácticas ingenua que no está familiarizada con el mundo en general. |
| Ahn Ji-hee       | Kim Hye-joo       | -                | |
| Lee Sang-woon    | Jang Young-joon   | -                | |
| Park Choong-seon | Choi Min-jae      | -                | Es un secretario. |
| Ryu Kwon-ha      | Kang Hyun-soo     | -                | |

### Otros personajes
| Actor          | Personaje     | Episodios donde apareció | Notas                                           |
| -------------- | ------------- | ------------------------ | ----------------------------------------------- |
| Han Dong-won   | Det. Yoon     | -                        | Es un detective.                                |
| Park Bin       | -             | -                        | Es un detective.                                |
| Kim Sun-ik     | -             | 1                        | Es un guardia de seguridad.                     |
| Seo Young-sam  | -             | 1                        | Es un profesor de "Ark Communication".          |
| Ko Kyu-pil     | -             | 1                        | Es el CEO de "Ark Communication".               |
| Oh Kyu-taek    | -             | 1                        | Es un taxista.                                  |
| Na Mi-hee      | -             | 1                        | Es una psiquiatra.                              |
| Ahn Soo-ho     | Mr. Park      | 2                        | Es un CEO.                                      |
| Lee Dong-kyu   | Kim Young-soo | 2                        | Es un reportero.                                |
| Jung Chung-gu  | Jo Kang-shik  | 3-4                      |                                                 |
| Lee So-yun     | -             | 3                        | Es la hija de Choi Min-jae.                     |
| Lee Sung-il    | -             | 5                        | Es un oficial de la prisión.                    |
| Lee Moo-nyoung | -             | 5                        | Es un manifestante.                             |
| Kim Young-sun  | -             | 5                        | Es la esposa de Cheol-ho.                       |
| Park Joon-sang | -             | 5                        | Es un oficial de la prisión.                    |
| Ma Jung-pil    | -             | 5-6                      | Es el chofer de Seo Gi-tae.                     |
| Ki Hwan        | -             | 5-6                      | Es el asistente de Kim Young-joo.               |
| Im Ho-joon     | -             | 6                        | Es el colega de Cheol-ho                        |
| Bae Gi-beom    | -             | 6                        | Es un asistente en la conferencia.              |
| Kang Hak-soo   | -             | 6                        | Es un invitado de "DBS Current Events Desk".    |
| Choi Bum-ho    | -             | -                        | Es un miembro del personal del presidente.      |
| Baek In-kwon   | -             | -                        | Es un criminal.                                 |
| Wi Gwang-hoon  | -             | -                        | Es un criminal.                                 |
| Ko Tae-san     | -             | -                        | Es un manifestante de "Excellent Industrial".   |
| Im Dong-min    | -             | -                        | Es un manifestante de "Excellent Industrial".   |
| Kim Jae-il     | -             | -                        | Es un reportero.                                |
| Lee Joo-mi     | -             | -                        | Es una ciudadana entrevistada por las noticias. |

### Apariciones especiales
| Actor         | Personaje    | N.º de episodios | Notas |
| ------------- | ------------ | ---------------- | ----- |
| Yoo Jae-myung | Kim Jin-chul | 1-2              |       |
| Bae Woo-hee   | Jo Yoo-jin   | 3-4              |       |

## Episodios
La serie está conformada por doce episodios, los cuales fueron emitidos todos los sábados y domingos a las 22:30 (KST).

### Ratings
Los números en color rojo indican las calificaciones más bajas, mientras que los números en azul indican las calificaciones más altas.
| Episodio | Fecha de emisión      | Participación promedio de audiencia | Participación promedio de audiencia |
| Episodio | Fecha de emisión      | Nacional                            | Seúl                                |
| -------- | --------------------- | ----------------------------------- | ----------------------------------- |
| 1        | 20 de febrero de 2021 | 1,576%                              | 1,909%                              |
| 2        | 21 de febrero de 2021 | 2,709%                              | 2,473%                              |
| 3        | 27 de febrero de 2021 | 1,624%                              | N/A                                 |
| 4        | 28 de febrero de 2021 | 2,844%                              | 3,140%                              |
| 5        | 6 de marzo de 2021    | 1,615%                              | N/A                                 |
| 6        | 7 de marzo de 2021    | 2,420%                              | 2,096%                              |
| 7        | 13 de marzo de 2021   | 1,500%                              | N/A                                 |
| 8        | 14 de marzo de 2021   | 2,301%                              | 2,194%                              |
| 9        | 20 de marzo de 2021   | 1,400%                              | N/A                                 |
| 10       | 21 de marzo de 2021   | 2,801%                              | 2,461%                              |
| 11       | 27 de marzo de 2021   | 1,400%                              | N/A                                 |
| 12       | 28 de marzo de 2021   | 3,079%                              | 3,019%                              |
| Promedio | Promedio              | %                                   | %                                   |

## Música
El OST de la serie está conformado por las siguientes canciones:

### Parte 1
| No. | Intérprete | Canción        | Letra                       | Música                      | Duración |
| --- | ---------- | -------------- | --------------------------- | --------------------------- | -------- |
| 1   | Sondia     | "Away"         | Kim Beom-joo y Kim Shi-hyuk | Kim Beom-joo y Kim Shi-hyuk | 4:35     |
| 2   |            | "Away" (Inst.) | -                           | Kim Beom-joo y Kim Shi-hyuk | 4:35     |

### Parte 2
| No. | Intérpretes            | Canción               | Letra   | Música                            | Duración |
| --- | ---------------------- | --------------------- | ------- | --------------------------------- | -------- |
| 1   | Isaac Hong feat. KLAZY | "The Visitor"         | Taibian | Taibian y Kim Jung-woo (de TOXIC) | 3:32     |
| 2   |                        | "The Visitor" (Inst.) | -       | Taibian y Kim Jung-woo (de TOXIC) | 3:32     |

### Parte 3
| No. | Intérprete   | Canción              | Letra   | Música                            | Duración |
| --- | ------------ | -------------------- | ------- | --------------------------------- | -------- |
| 1   | Jang Hye-jin | "The Mirror"         | Taibian | Taibian y Kim Jung-woo (de TOXIC) | 3:36     |
| 2   |              | "The Mirror" (Inst.) | -       | Taibian y Kim Jung-woo (de TOXIC) | 3:36     |

## Premios y nominaciones
| Año  | Premio                   | Categoría        | Nominada      | Resultado |
| ---- | ------------------------ | ---------------- | ------------- | --------- |
| 2021 | 57th Baeksang Arts Award | Best New Actress | Lee Joo-young | Nominada  |

## Producción
La serie fue creada por Studio Dragon y OCN.
La dirección estuvo a cargo de Yoon Jong-ho (윤종호), quien contó con el apoyo del guionista Lee Sae-bom (이새봄) y Ahn Hye-jin (안혜진).
La producción estuvo en manos de Ahn Chang-hyun, Kang Bo-young, Chang Shin-ae y Kim Kyo-reh, quienes contaron con el productor ejecutivo Yoo Sang-woo.
La primera lectura de guion fue realizada en septiembre de 2020. Mientras que la conferencia de prensa fue realizada en febrero de 2021.
La serie también contó con el apoyo de la compañía de producción Story Hunter Production.

### Distribución internacional
La serie está disponible con subtítulos en varios idiomas en iQIYI en el sudeste asiático y Taiwán.